# John Peter Didier
Pour les articles homonymes, voir Didier.
John Peter Didier (Besançon, 1748 - Saint-Louis, 1823) est un homme politique américain qui occupa les fonctions de premier trésorier d'État du Missouri.

## Biographie
John Peter Didier est très probablement originaire de France, où les registres notent notamment qu'il épouse Marie Elizabeth Mercier à Besançon le 15 novembre 1773. Il émigre aux États-Unis d'Amérique où il devient haut-fonctionnaire, étant désigné capitaine des pompiers de Saint-Louis (Missouri) par le conseil d'administration municipal entre 1811 et 1817. Il est ensuite trésorier territorial de 1818 à 1819, avant d'être nommé premier trésorier d'État du Missouri en septembre 1820,. La fonction vient alors d'être créée à Saint-Louis par nomination individuelle, et si la signature de la constitution est bien actée le 18 juillet 1820 le Missouri n'est admis comme État qu'à partir d'août 1821. D'après certaines sources, la diaspora française aurait pesé dans la désignation de John Peter Didier. Il a dû démissionner dès la mise en place officielle de l'administration, mourant deux ans plus tard le 25 août 1823.